# 埃奧河

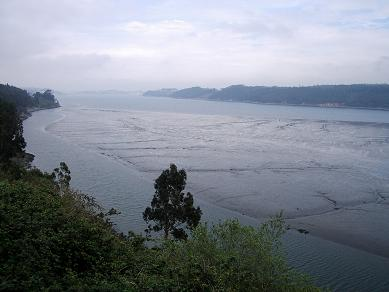
埃奧河

埃奧河（西班牙語：Río Eo）是西班牙的河流，位於該國西北部，由盧戈省和阿斯圖里亞斯負責管轄，河道全長91.5公里，流域面積819方公里，平均流量每秒20.11立方米。

## 外部連結
- Río Eo

43°33′02″N 7°01′52″W / 43.5505°N 7.0311°W